# Linciaggio di Jesse Washington
Il linciaggio di Jesse Washington, un bracciante diciassettenne afroamericano, avvenne a Waco, nel Texas, il 15 maggio 1916, e divenne un ben noto esempio di linciaggio motivato da odio razziale. Washington era accusato di aver stuprato e ucciso Lucy Fryer, moglie del suo datore di lavoro, nella città di Robinson. In assenza di testimoni, Washington firmò una confessione sotto interrogatorio, diretto dallo sceriffo della contea di McLennan, e indicò il luogo dove venne in seguito rinvenuta l'arma del delitto.
Washington fu processato per omicidio a Waco, in un'aula di tribunale gremita di gente furiosa. In tale occasione si dichiarò colpevole e fu rapidamente condannato a morte. Dopo che la condanna fu pronunciata, il pubblico trascinò il ragazzo fuori dall'aula e lo linciò davanti al municipio. Oltre diecimila persone, tra le quali funzionari pubblici della città e membri della polizia, assistettero all'esecuzione. Le fonti registrano un'atmosfera festosa tra i presenti all'evento, che avvenne durante la pausa pranzo, e riportano anche la presenza di parecchi bambini. Gli aggressori castrarono Washington, gli mozzarono le dita e lo mantennero sospeso sopra un falò: fu ripetutamente abbassato e risollevato sopra le fiamme per circa due ore. Dopo che il fuoco fu estinto, il corpo carbonizzato fu trascinato in giro per la città, mentre parti del suo corpo venivano vendute come souvenir. Un fotografo professionista poté scattare alcune fotografie durante l'evento, fornendo rare immagini di un linciaggio in corso; le immagini furono in seguito stampate e vendute a Waco come cartoline.
Sebbene il linciaggio avesse trovato l'approvazione di numerosi cittadini di Waco, fu condannato sui giornali di tutti gli Stati Uniti. La National Association for the Advancement of Colored People (NAACP) assunse Elisabeth Freeman, che indagò in modo dettagliato sull'accaduto, nonostante la riluttanza di molti residenti di Waco a parlarne. Ricevuto il rapporto della Freeman, W. E. B. Du Bois, editore e cofondatore della NAACP, pubblicò su The Crisis un resoconto dettagliato degli eventi e le foto del corpo carbonizzato di Jesse Washington, immagini che caratterizzarono la campagna anti-linciaggio dell'associazione.
In quegli anni Waco era considerata una città moderna e progressista, ma il linciaggio di Jesse Washington dimostrò inequivocabilmente che la violenza razziale vi era ancora tollerata; il linciaggio fu indicato come "l'orrore di Waco" (Waco horror). La città ne guadagnò la reputazione di essere razzista, anche se nei decenni successivi i dirigenti cittadini impedirono altre azioni violente. Alcuni storici annotano che la morte di Washington contribuì a modificare la percezione del linciaggio negli Stati Uniti: la notorietà che raggiunse e la riprovazione che ne derivò ridussero il sostegno che tale pratica aveva avuto in precedenza dal pubblico e dalle autorità locali; la pratica del linciaggio assunse di fatto i connotati di un atto di barbarie e non più quelli di una forma accettabile di giustizia.

## Contesto

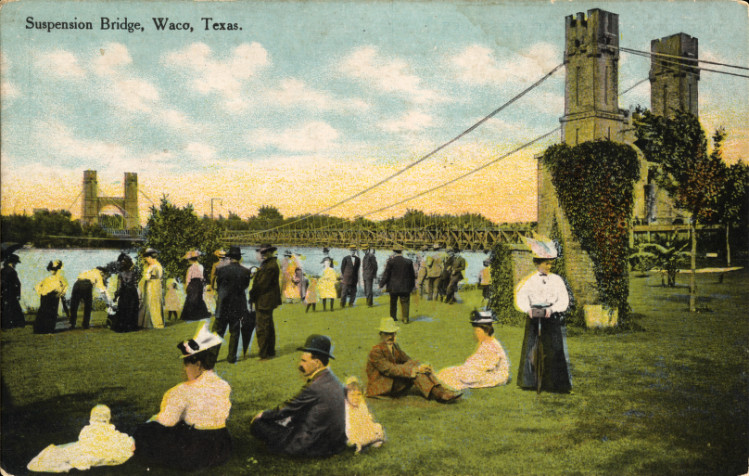
Una raffigurazione del 1911 dei residenti di Waco, che testimonia il desiderio della città di presentarsi come una località idilliaca

Nel tardo XIX secolo e agli inizi del XX secolo, negli Stati Uniti meridionali si verificò un numero significativo di casi di linciaggio, soprattutto a danno di afroamericani accusati di aver commesso reati contro i bianchi in Georgia, Mississippi e Texas. Tra il 1890 e il 1920 gli afroamericani uccisi in questo modo furono circa 3 000. I sostenitori di tale barbara pratica la giustificavano ritenendola necessaria per dominare i neri, cui attribuivano una natura criminale. La pratica inoltre riaffermava un senso di solidarietà tra i bianchi in una società in cui la demografia e le strutture di potere stavano cambiando.
Sebbene fosse tollerato da gran parte della società del Sud, il linciaggio incontrava anche i primi oppositori, tra i quali i leader religiosi della nascente National Association for the Advancement of Colored People (NAACP). Nel 1916, Waco era una città prospera con una popolazione superiore ai 30 000 abitanti. Considerata un luogo malfamato nel XIX secolo, cercò di cambiare reputazione, presentandosi come una località idilliaca. Negli anni dieci del Novecento questa strategia aveva avuto successo: l'economia si era rafforzata e la fama della città era migliorata. Nella zona era emersa una classe media tra le persone di colore, così come due università loro riservate. Alla metà degli anni dieci, il 20% circa della popolazione della città era di colore. Nel 2006, la giornalista Patricia Bernstein ha descritto la città di allora come avente una "sottile patina" di pace e rispettabilità.
Tuttavia, c'era tensione razziale in città: i quotidiani locali davano risalto ai crimini commessi da afroamericani e nel 1905, Sank Majors, un uomo di colore, era stato impiccato a un ponte in prossimità di Waco. D'altra parte, nella zona vivevano attivisti anti-linciaggio, tra i quali il presidente della Baylor University. Nel 1916, diversi fattori condussero a un incremento del livello di razzismo locale, tra i quali la proiezione di Nascita di una nazione (The Birth of a Nation), film che promuoveva la supremazia bianca e glorificava il Ku Klux Klan, e la vendita di fotografie di un recente caso di linciaggio di un uomo di colore a Temple.
Va ricordato che tra il 1889 e il 1940 in USA si registrarono 3.833 linciaggi, perlopiù ai danni di afroamericani, tematica descritta nella canzone Strange Fruit (a sua volta tratta dalla poesia "Bitter fruit").

## Dall'omicidio all'arresto
L'8 maggio 1916 Lucy Fryer fu uccisa mentre si trovava da sola in casa a Robinson. Lei e il marito erano immigrati dall'Inghilterra e rispettati gestori di una fattoria. La notizia del delitto raggiunse in breve tempo lo sceriffo della Contea di McLennan, Samuel Fleming, che avviò immediatamente le indagini, coadiuvato dalle forze di polizia, oltre che da un gruppo di uomini del posto e da un dottore. Quest'ultimo determinò che Fryer era stata colpita alla testa con un corpo contundente e questo ne aveva provocato il decesso. Gli uomini del posto sollevarono sospetti riguardo al fatto che il responsabile del delitto potesse essere Jesse Washington, un diciassettenne afroamericano che aveva lavorato alla fattoria dei Fryer per cinque mesi; uno di loro dichiarò inoltre di aver visto il ragazzo in prossimità della fattoria poco prima del ritrovamento del cadavere della donna.
Quella notte, gli aiutanti dello sceriffo raggiunsero l'abitazione di Washington e lo trovarono davanti alla casa con addosso i vestiti da lavoro sporchi di sangue, particolare che lui attribuì a un'epistassi. Jesse, suo fratello William e i loro genitori furono condotti a Waco per essere interrogati dallo sceriffo; mentre i genitori e il fratello di Jesse furono presto rilasciati, lui fu trattenuto per altre domande. Gli uomini che lo avevano interrogato dichiararono in seguito che aveva negato la propria responsabilità riguardo al delitto, ma aveva fornito anche dettagli contraddittori sulle proprie azioni. Nel frattempo si diffusero delle voci riguardo al fatto che lui avesse avuto un alterco con un uomo bianco, pochi giorni prima del delitto.
Il 9 maggio Fleming portò Washington nella Contea di Hill, dove lo sceriffo locale, Fred Long, lo interrogò nuovamente con Fleming presente: Washington allora confessò di aver ucciso la donna in seguito a una discussione per dei muli, e descrisse l'arma del delitto e dove fosse collocata. Mentre lo sceriffo Long portava Washington a Dallas, dove il ragazzo dettò e firmò una dichiarazione che descriveva lo stupro e l'omicidio di Lucy Fryer, lo sceriffo Fleming faceva ritorno a Robinson e, nel posto indicato da Washington, trovava un martello insanguinato. L'indomani la confessione fu pubblicata sui quotidiani di Waco, che descrissero con clamore i tentativi di Fryer di resistere all'aggressione dell'omicida, nonostante il dottore che aveva esaminato il cadavere avesse concluso che era stata uccisa prima di poter opporre qualsiasi resistenza. Quella notte si radunò una folla intenzionata a linciare il ragazzo, ma desistette non essendo riuscita a trovare la sua prigione; ciononostante, un giornale locale lodò il tentativo.
Fu quindi allestito un piccolo funerale privato per Lucy Fryer. L'11 maggio, fu riunito il grand jury nella Contea di McLennan, che rapidamente redasse un atto d'accusa contro Washington; il processo fu fissato per il 15 maggio. Il Times-Herald di Waco pubblicò il 12 maggio una nota, chiedendo ai cittadini di lasciare che fosse il tribunale a decretare il destino di Washington. Anche lo sceriffo Fleming intervenne e si recò a Robinson il 13 maggio, chiedendo ai residenti di mantenere la calma, richiesta che - è riportato - fu ben accolta. All'assistenza legale di Washington furono assegnati alcuni avvocati privi di esperienza, che non prepararono alcuna difesa, ma notarono come il ragazzo fosse calmo nei giorni precedenti al processo.

## Il processo e il linciaggio

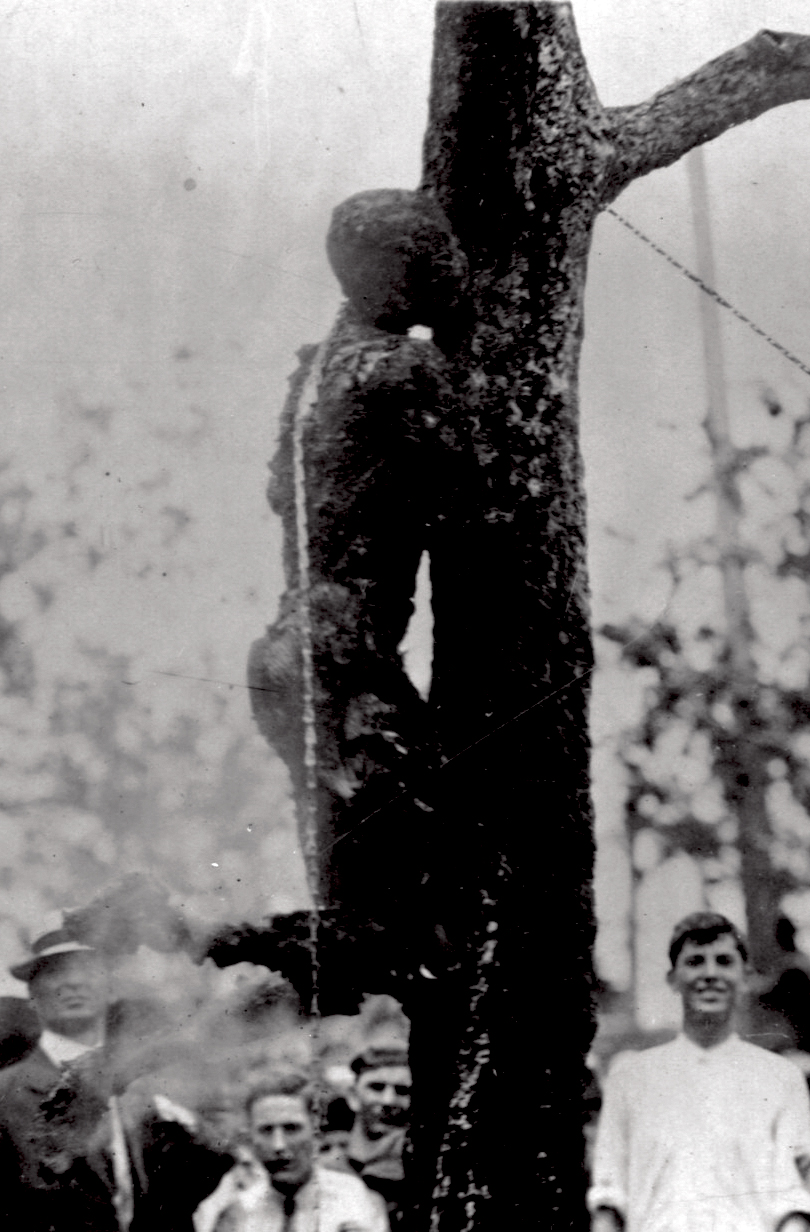
Jesse Washington penzolante da un albero dopo essere stato arso vivo

La mattina del 15 maggio, il tribunale di Waco si riempì rapidamente in attesa del processo: la folla era tale da impedire quasi l'ingresso di alcuni giurati. Dalle fonti dell'epoca risulta che fossero giunti più di duemila spettatori, prevalentemente bianchi, sebbene fossero presenti anche alcuni membri della comunità nera della città. Mentre Washington veniva condotto in aula, un uomo dal pubblico, che fu rapidamente sopraffatto, gli puntò una pistola contro. All'avvio del processo, il giudice intervenne per mantenere l'ordine, insistendo affinché il pubblico rimanesse in silenzio. La selezione della giuria procedette rapidamente, con la difesa che non contestò le scelte dell'accusa. Nel suo libro sul linciaggio, la giornalista Patricia Bernstein asserì che nell'aula si respirava il clima di "processo farsa".
Al momento della dichiarazione iniziale, il giudice spiegò a Washington quali risposte avrebbe potuto indicare; il ragazzo mormorò qualcosa, probabilmente un sì, che fu interpretato dalla corte come una dichiarazione di colpevolezza. Dopo che il pubblico ministero ebbe illustrato l'accusa, la corte ascoltò le testimonianze dei membri delle forze dell'ordine e del dottore che aveva esaminato il corpo della signora Fryer. Quest'ultimo descrisse le cause della morte, ma non fece alcun cenno a uno stupro. Terminata la fase accusatoria, l'avvocato difensore si rivolse direttamente a Washington, chiedendogli se avesse commesso il reato. Il ragazzo rispose: «That's what I done [sic]» (è quel che ho fatto) e si scusò. Il procuratore capo, rivolgendosi alla corte, affermò allora che il processo si era protratto abbastanza, ottenendo un'ovazione dalla folla. La giuria, quindi, fu invitata a deliberare.
Dopo solo quattro minuti di discussione, il portavoce della giuria annunciò un verdetto di colpevolezza e la condanna a morte: il processo era durato in totale appena un'ora. Gli ufficiali della Corte si avvicinarono a Washington per scortarlo via, ma furono messi da parte dalla massa degli spettatori, che s'impossessarono del condannato, trascinandolo fuori a forza. Inizialmente Washington tentò di resistere e morse un aggressore, ma fu presto sopraffatto; gli fu posta una catena intorno al collo e con essa venne trascinato verso il municipio da una folla via via crescente, nonché accoltellato e picchiato ripetutamente con oggetti contundenti. Accanto a un albero di fronte all'edificio era stata allestita della legna per un rogo. Washington, ormai semicosciente e coperto di sangue, fu cosparso d'olio, impiccato all'albero attraverso la catena e poi abbassato a terra.

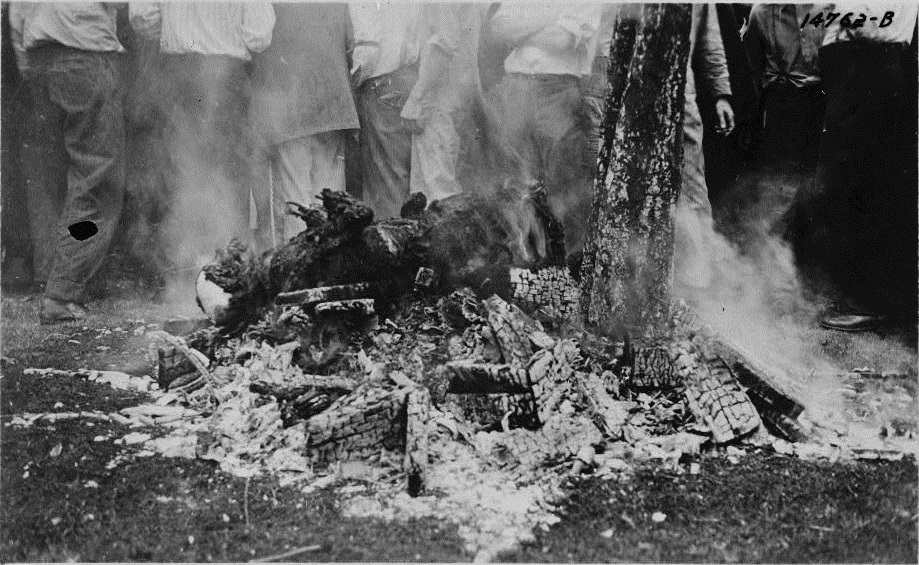
I resti del corpo bruciato di Jesse Washington tra la cenere dopo il linciaggio

A quel punto subì il taglio dei genitali e delle dita di mani e piedi: il fuoco ormai ardeva e Washington fu più volte sollevato e abbassato verso le fiamme fino a quando non bruciò a morte. Lo studioso tedesco Manfred Berg ha affermato che i carnefici tentarono di tenerlo in vita il più a lungo possibile, per aumentarne la sofferenza. Il ragazzo tentò di arrampicarsi sulla catena per sfuggire alle fiamme, ma, avendo le dita mozzate, non riuscì nell'intento. Il fuoco fu spento dopo due ore, permettendo agli astanti di raccogliere dei macabri "souvenir", comprese le ossa del ragazzo e le maglie della catena: uno dei partecipanti conservò parte dei genitali, un gruppo di bambini estrasse persino i denti dalla testa per venderli come cimeli. Una volta spentesi le fiamme, il cadavere di Washington riportava bruciature gravissime alle gambe e alle braccia mentre il torso e la testa erano completamente carbonizzati. Quel che restava del corpo, una volta rimosso dall'albero, fu legato dietro a un cavallo e trascinato per tutta la città. I resti furono quindi trasportati a Robinson, dove furono esposti pubblicamente fino a quando un poliziotto, alla fine della giornata, riuscì a entrarne in possesso per seppellirli.
Il linciaggio, sebbene ufficialmente illegale in Texas, aveva coinvolto una grande folla, che includeva il sindaco e il capo della polizia di Waco. Lo sceriffo Fleming ordinò ai suoi sottoposti di non interrompere l'aggressione e nessuno fu arrestato dopo l'evento. La Bernstein ha ipotizzato che tale scelta possa essere stata motivata dalla volontà di assecondare un'aspettativa di maggiore durezza nei confronti del crimine, allo scopo di favorire la propria rielezione quell'anno. Anche il primo cittadino John Dollins potrebbe aver incoraggiato la folla, ritenendo che ciò avrebbe potuto avvantaggiarlo politicamente, dato che ben 15 000 persone avevano assistito alle torture. La recente diffusione del telefono ebbe un effetto dirompente sul linciaggio perché, tramite il rapido passaparola che permise, gli spettatori si raccolsero più rapidamente e più numerosi di quanto non sarebbe stato possibile in precedenza. I media locali riferirono che "grida di gioia" erano state sentite mentre Washington bruciava sul rogo, anche se annotarono che c'erano spettatori che disapprovavano.
Il Waco Semi-Weekly Tribune sostenne che alcuni residenti di colore avevano assistito al linciaggio, affermazione che lo storico Grace Hale dell'Università della Virginia guarda con scetticismo. Per quanto riguarda la comunità che partecipò al linciaggio, essa era composta soprattutto da cittadini di Waco, che non avevano avuto contatti diretti con la famiglia Fryer (e probabilmente nemmeno conoscevano la donna, neppure per nome); solo qualcuno veniva dalle limitrofe comunità agricole, giunto in città solo per assistere al processo. Poiché l'esecuzione avvenne intorno a mezzogiorno, anche alcuni bambini poterono assistervi (qualcuno di loro si arrampicò su un albero per avere una visuale migliore); questo non fu considerato sbagliato o diseducativo: molti genitori infatti consideravano l'accaduto una buona occasione per ribadire la loro fede nella supremazia bianca, mentre altri ritenevano che la partecipazione diretta a un linciaggio costituisse un valido rito di passaggio.

## Conseguenze immediate

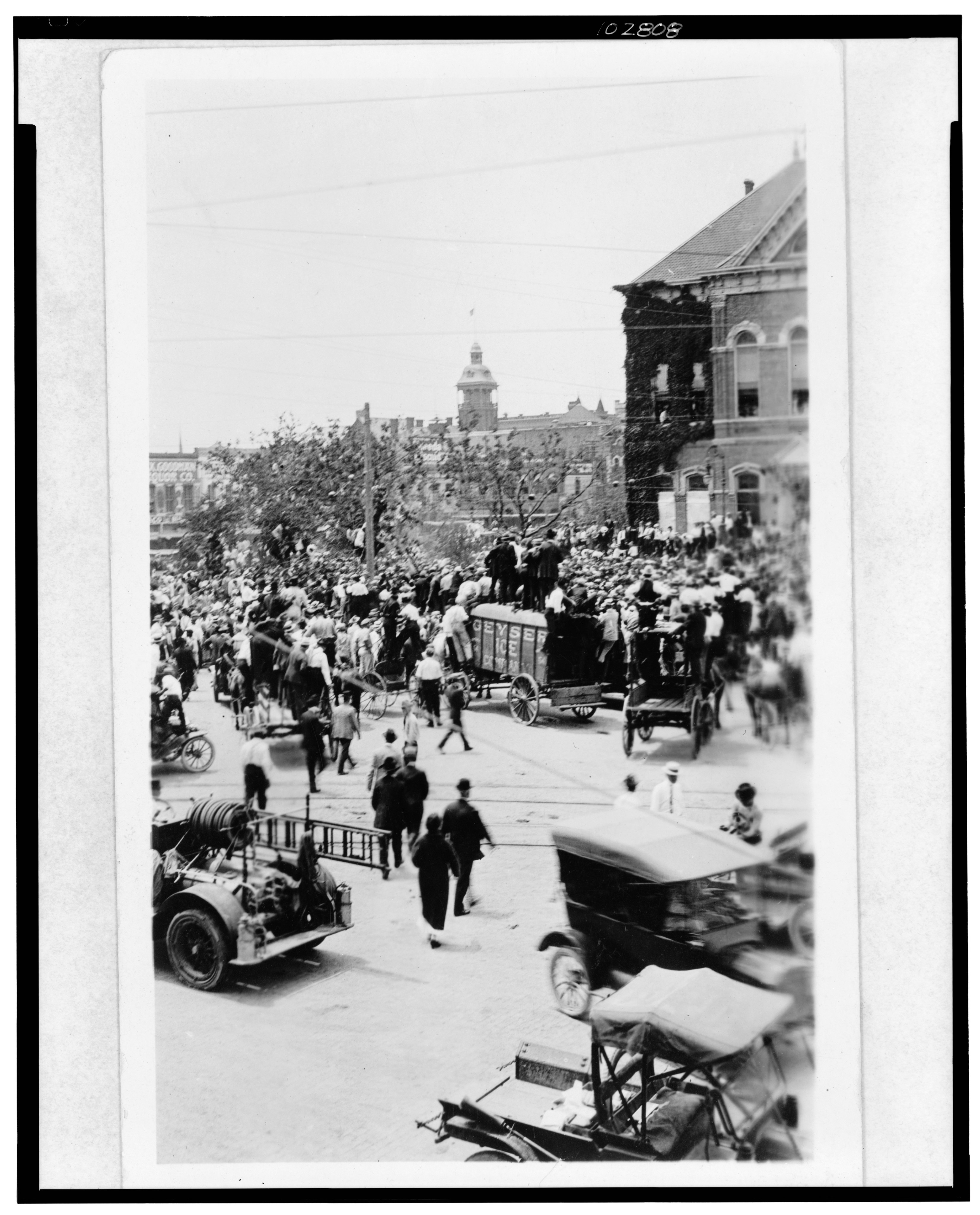
Dei passanti si aggiungono alla folla che assiste al linciaggio di Jesse Washington

Fred Gildersleeve, fotografo professionista operante a Waco, raggiunse il municipio poco prima che iniziasse il linciaggio, forse su richiesta del sindaco, e fotografò l'evento. Le sue fotografie forniscono una rara testimonianza di un linciaggio in corso; per la tempistica degli eventi, infatti, solitamente venivano scattate a linciaggio finito e ritraevano soltanto le vittime ormai giustiziate. Gildersleeve invece fotografò sia la folla da un edificio sulla piazza, sia il corpo di Jesse Washington da distanze ravvicinate, forse coadiuvato da un assistente. Tra le cartoline che stampò ce ne sono alcune che ritraggono adolescenti - anche dodicenni - raccoltisi attorno al cadavere. Nessuno dei presenti fece alcun tentativo per celare la propria identità e ciò potrebbe significare che fossero consci che non sarebbero stati successivamente perseguiti. Inizialmente alcune cartoline furono spedite, ma successivamente varie autorità locali intervennero per convincere Gildersleeve a interrompere la loro vendita, temendo che avrebbero potuto caratterizzare negativamente la città.
Nei giorni seguenti i giornali condannarono ferocemente il linciaggio. Entro una settimana la notizia fu ripresa anche dai quotidiani londinesi. Un editoriale del New York Times espresse l'opinione che «in nessun'altra terra che anche facesse finta di essere civilizzata un uomo avrebbe potuto essere bruciato a morte nelle strade di una grande città, tra l'esultanza selvaggia dei suoi abitanti». Sul New York Age, James Weldon Johnson descrisse i membri della folla come «inferiori a qualunque altro popolo che oggi abiti la Terra». Sebbene numerosi quotidiani degli Stati Uniti meridionali avessero precedentemente difeso la pratica del linciaggio come strumento di dissuasione accettabile per una società civile, dopo l'esecuzione di Washington non si espressero più in tal senso. Il Montgomery Advertiser scrisse che «nessun selvaggio era mai stato più crudele... degli uomini che parteciparono a quest'episodio orribile e pressoché incredibile». In Texas, lo Houston Chronicle e l'Austin American criticarono la folla, ma difesero la città di Waco nel suo complesso. Il Morning News di Dallas riportò la notizia, ma non l'accompagnò con alcun editoriale. A Waco, il Times-Herald si astenne dal commentare il linciaggio; il Waco Morning News espresse brevemente la propria disapprovazione sull'accaduto, ma focalizzò poi l'attenzione sulle critiche ingiuste che gli altri quotidiani stavano rivolgendo alla città, liquidandoli con un lontano richiamo alla pericope dell'adultera. Il linciaggio fu difeso sul Waco Semi-Weekly Tribune, dove si affermava che Washington meritava la morte e che i neri avrebbero dovuto considerare la sua esecuzione come un avvertimento contro il crimine; successivamente, come testimonianza dell'attacco che la città stava subendo, riportò un editoriale, precedentemente apparso sullo Houston Post, che condannava il linciaggio.

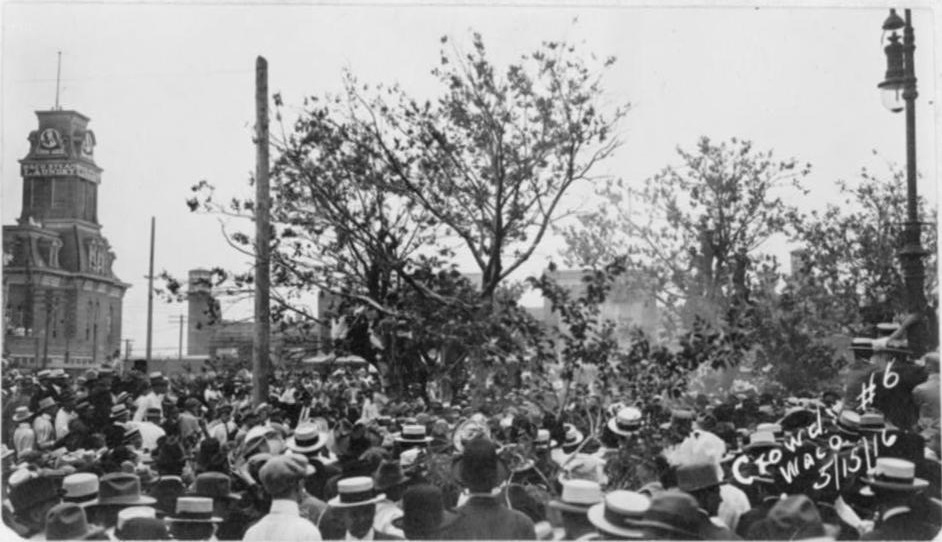
Un'altra immagine della folla che assiste al linciaggio

Tra i residenti di Waco si levarono alcune voci di condanna, in particolare le locali autorità religiose e i dirigenti della Baylor University. Il giudice che aveva presieduto il processo apostrofò come «assassini» coloro che avevano preso parte al linciaggio; anche il portavoce della giuria espresse alla NAACP la propria disapprovazione. Tra gli spettatori, ci fu chi manifestò incubi persistenti e traumi psicologici. I funzionari cittadini sostennero che alcuni cittadini protestarono contro il linciaggio, questo fatto è riportato in diversi resoconti storici sulla città, sebbene non ve ne sia traccia nelle fotografie scattate quel giorno. Non ne risultarono danneggiati né il sindaco Dollins, né il capo della polizia McNamara, il cui rispetto in città rimase immutato, nonostante non avessero tentato in alcun modo di sedare la folla. Nessuno fu perseguito per l'accaduto.
Anche nella comunità nera cittadina si resero pubbliche condoglianze solo alla famiglia Fryer, mentre le lamentele riguardo al linciaggio furono espresse solo in privato. L'unica eccezione fu il giornale Paul Quinn Weekly del Paul Quinn College - istituzione afroamericana - che pubblicò diversi articoli nei quali furono criticati la folla e le autorità cittadine. In un articolo venne addirittura espressa l'opinione che Jesse Washington fosse innocente e che fosse stato George Fryer a uccidere la moglie Lucy. A. T. Smith, caporedattore del giornale, fu successivamente condannato per diffamazione. Anche George Fryer querelò l'istituto e la sua veemenza portò alcuni suoi concittadini a sospettare che avesse avuto un qualche ruolo nella morte della moglie. Patricia Bernstein ritiene che ciò sia «altamente improbabile», per quanto sia rimasta un'ombra sul suo possibile ruolo.

## Inchiesta e campagna della NAACP

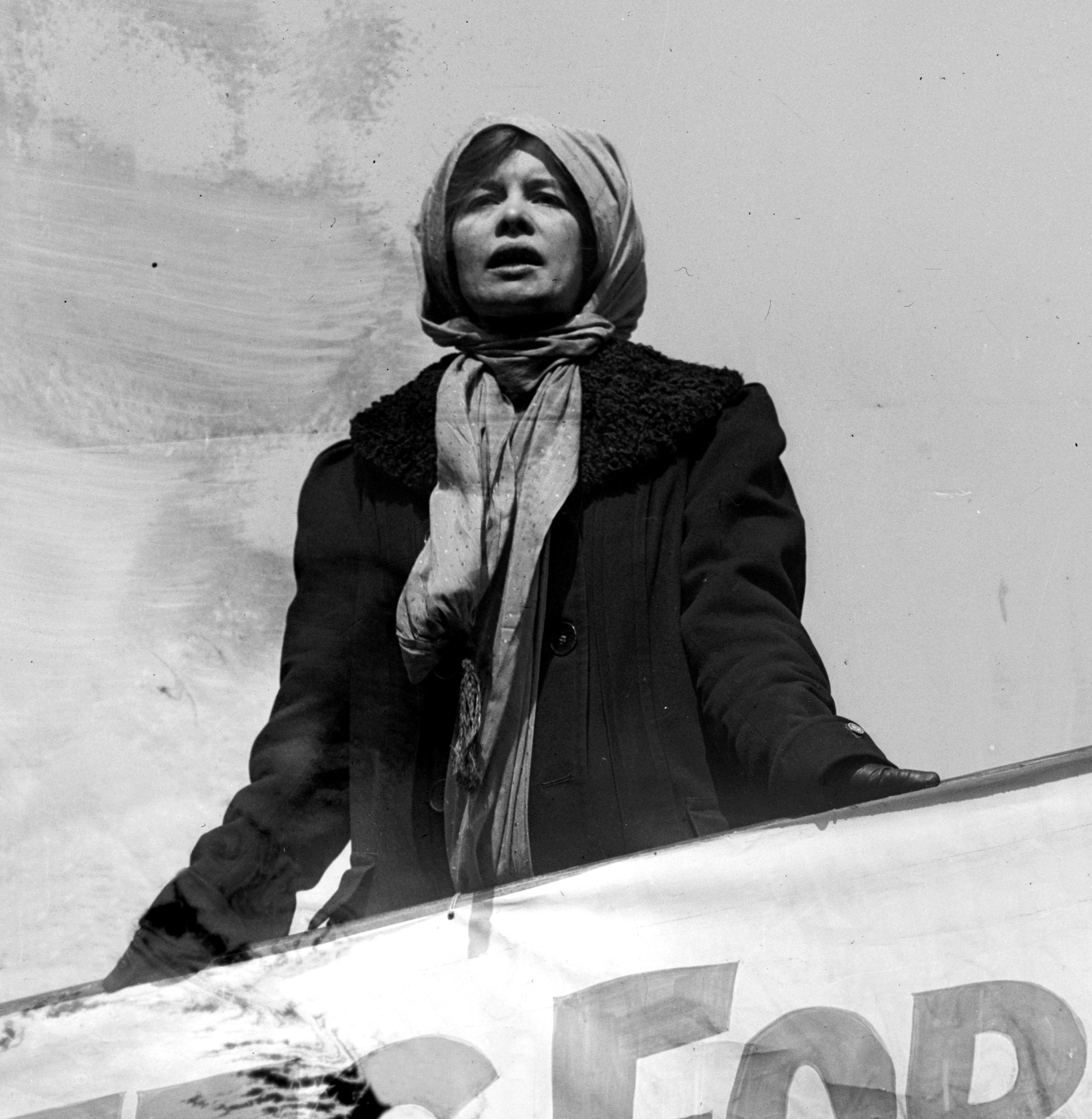
Elisabeth Freeman nel 1913

La National Association for the Advancement of Colored People (NAACP) assunse Elisabeth Freeman - suffragetta newyorkese - per condurre un'inchiesta sull'accaduto. La Freeman aveva raggiunto il Texas alla fine del 1915 o all'inizio del 1916 per partecipare all'organizzazione del locale movimento femminista. Dopo aver partecipato a un convegno sull'emancipazione femminile a Dallas nei primi di maggio, si recò a Waco dove, fingendo di essere una giornalista, tentò di raccogliere interviste sul linciaggio, ma si rese conto che quasi tutti si dimostravano restii a parlarne. Convincendole che il suo obiettivo fosse difendere Waco - una volta tornata a New York - dalle critiche che gli venivano mosse, fu ricevuta delle autorità cittadine e riuscì anche a ottenere alcune fotografie da un restio Gildersleeve. Destò tuttavia i sospetti di alcuni giornalisti che consigliarono di non fornirle altre informazioni. Fu invece ben accolta dalla comunità dei residenti afroamericani.
Sia lo sceriffo Fleming, sia il giudice che aveva presieduto il processo sostennero di non meritare biasimo per l'accaduto. Un insegnante che aveva conosciuto Washington lo descrisse come un illetterato, incapace di imparare a leggere. Elisabeth Freeman trovò dunque che la comunità bianca avallava l'avvenuto linciaggio, sebbene in molti esprimessero disgusto per le mutilazioni inferte al ragazzo. Sebbene la NAACP scelse di non rivelare le loro identità, la Freeman individuò anche chi aveva diretto la folla: un muratore, il gestore di un saloon e diversi impiegati di una compagnia che commerciava ghiaccio. Concluse che Washington aveva ucciso Lucy Fryer, motivato dalla prepotenza della donna nei suoi confronti.

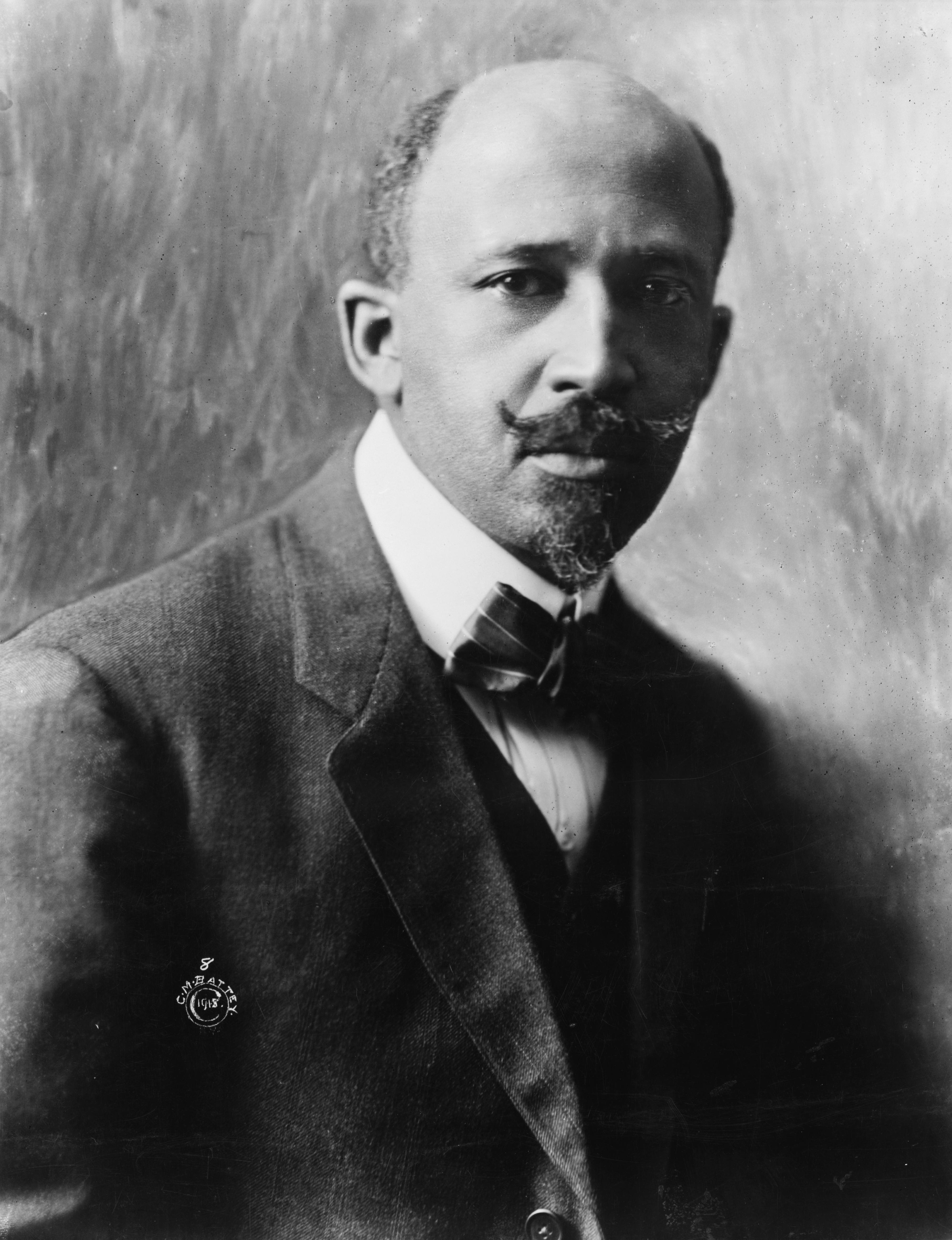
W. E. B. Du Bois nel 1918

W. E. B. Du Bois, arrabbiato dalla notizia dell'aggressione, dichiarò: «qualsiasi discorso sul trionfo della Cristianità, o sulla diffusione della cultura umana, rimane una chiacchiera oziosa finché il linciaggio di Waco sarà possibile negli Stati Uniti». Ricevuto il rapporto di Elisabeth Freeman, pubblicò una fotografia scattata durante il linciaggio sulla copertina di The Crisis, rivista della NAACP. Il fascicolo che trattava dell'evento fu intitolato The Waco Horror (L'orrore di Waco) e fu pubblicato come un supplemento di otto pagine al numero di luglio della rivista. Sebbene lo Houston Chronicle e il New York Times avessero già utilizzato la parola "orrore" per descrivere l'evento, fu Du Bois ad associarla definitivamente al linciaggio di Washington. Nel 1916, The Crisis ebbe una tiratura di 30 000 copie, tre volte il numero dei soci della NAACP. Benché la rivista avesse condotto precedentemente campagne contro il linciaggio, fino al luglio del 1916 non aveva mai pubblicato immagini delle vittime. Fu Du Bois a insistere per mutare la linea editoriale, vincendo le perplessità della direzione della NAACP, convinto che una copertura dell'evento senza censura avrebbe spinto gli americani bianchi a sostenere la necessità di un cambiamento. Fu lui a scrivere il resoconto del linciaggio pubblicato sulla rivista, includendo le interviste raccolte da Elisabeth Freeman a Waco, ma senza nominarla. L'articolo si concludeva con un appello a sostenere il movimento anti-linciaggio. La NAACP distribuì il rapporto a centinaia di giornali e politici, campagna che portò a un'ampia condanna del linciaggio. In molti tra i bianchi furono disturbati dalle manifestazioni esaltate di chi aveva sostenuto il linciaggio. L'attenzione rivolta alla morte di Washington su The Crisis non scemò nei numeri seguenti. In un numero successivo, Oswald Garrison Villard scrisse che «il crimine di Waco è una sfida alla nostra civiltà americana».
Anche altri giornali rivolti alla comunità afroamericana fornirono una copertura significativa del linciaggio, così come giornali liberali quali The New Republic e The Nation. Elisabeth Freeman girò per gli Stati Uniti riportando gli esiti della sua inchiesta, sostenendo che un cambiamento nell'opinione pubblica sarebbe potuto risultare più fruttuoso delle azioni legislative. Sebbene ci fossero stati altri linciaggi brutali quanto quello di Jesse Washington, la disponibilità di immagini e le modalità che condussero alla morte del ragazzo, lo resero una cause célèbre. I leader della NAACP valutarono l'opzione di appurare in tribunale le responsabilità della morte di Washington, ma rinunciarono a causa dei costi che ne sarebbero potuti derivare.
La NAACP andò incontro a problemi finanziari in quegli anni: nonostante un successo iniziale nella raccolta fondi per la campagna anti-linciaggio, l'ingresso degli Stati Uniti nella prima guerra mondiale comportò un ridimensionamento del finanziamento accordato all'associazione. In seguito, il presidente della NAACP Joel Elias Spingarn dichiarerà che in quegli anni l'associazione era riuscita a rendere «nella mente del pubblico il linciaggio come qualcosa di simile a un problema nazionale». Nel suo studio del 2006 sul linciaggio, Patricia Bernstein descrive la campagna anti-linciaggio della NAACP come «il primo inizio di una battaglia che sarebbe durata molti anni».
Il numero dei linciaggi negli Stati Uniti aumentò nei tardi anni dieci del Novecento. Negli anni venti si verificarono a Waco altri linciaggi, in parte dovuti alla rinascita del Ku Klux Klan, ma, per la fine del decennio, le autorità cittadine intervennero attivamente per impedire che potessero ripetersi episodi analoghi soprattutto per ragioni economiche: la pubblicità negativa che ormai li accompagnava, infatti, vanificava gli sforzi volti ad attrarre investitori. Grazie all'azione della NAACP, inoltre, attecchì con successo nella pubblica opinione la coscienza che il linciaggio fosse una pratica selvaggia e barbarica. Patricia Bernstein attribuisce all'associazione di aver contribuito con le proprie azioni a porre termine alle «peggiori atrocità pubbliche del sistema razzista» nella regione di Waco.

## Analisi storica e retaggio

Cartolina colorizzata del linciaggio di Jesse Washington

Anche recentemente alcuni storici si sono domandati se Washington abbia effettivamente commesso il delitto e non tutti concordano sulla risposta. Mentre Manfred Berg, nel 2011, individua ancora in Washington il responsabile dell'omicidio della signora Fryer, sebbene dubiti che il ragazzo l'abbia stuprata, Julie Armstrong dell'Università della Florida Meridionale ritiene che il ragazzo sia innocente di entrambe le accuse. Patricia Bernstein pone l'attenzione sul fatto che non fu individuato il movente che avrebbe portato Washington a compiere il delitto; la confessione - argomenta - potrebbe essergli stata estorta e l'arma del delitto, la prova più grave della sua colpevolezza, potrebbe essere stata collocata sul posto dallo sceriffo.
La Bernstein individua nel linciaggio di Jesse Washington un evento unico rispetto ad atti di violenza simili che pur si verificarono in quel periodo, in piccole località e con pochi spettatori. L'evento avvenne, infatti, in una città grande rispetto alle località circostanti, un capoluogo di contea con la fama di essere progressista, e furono in migliaia, eccitati dalle brutali torture cui Jesse fu sottoposto, ad assistervi. William Carrigan della Rowan University cerca una spiegazione per il sostegno mostrato e l'individua nella cultura della violenza che esisteva nel Texas centrale, dove le azioni punitive di gruppo erano state esaltate per decenni. Grace E. Hale vede nell'episodio un momento di transizione nella pratica del linciaggio, che ne dimostra l'approvazione anche nelle città modernizzate del XX secolo. Pone anche attenzione al come nuovi strumenti frutto dell'avanzamento della tecnica, quali il telefono o macchine fotografiche dal costo modesto, abbiano da un lato rafforzato gli assalitori, ma dall'altro anche aumentato la reazione di condanna alle loro azioni da parte della società.
Peter Ehrenhaus e A. Susan Owen in uno studio del 2004 paragonano il linciaggio a un sacrificio, argomentando che i residenti di Waco avrebbero provato un senso collettivo di giustizia dopo la morte di Washington, perché vedevano il ragazzo come una presenza maligna nella comunità. Secondo la Bernstein la brutalità pubblica che caratterizzò il linciaggio fu paragonabile a quella del supplizio medievale dell'impiccagione con sventramento e squartamento, praticato in Inghilterra per punire chi si fosse macchiato di alto tradimento.
Amy Louise Wood della Illinois State University descrive l'evento come «un momento determinante nella storia del linciaggio», argomentando che con la morte di Washington, «la pratica del linciaggio iniziò a spargere i semi del proprio tracollo». Infatti, le fotografie, esemplificative della violenza motivata da odio razziale, che furono scattate quel giorno divennero un potente mezzo comunicativo nelle campagne del movimento anti-linciaggio, controbilanciando i giovamenti che i suprematisti bianchi ottenevano da tali eventi. Il linciaggio di Jesse Washington ottenne un'attenzione dall'opinione pubblica statunitense superiore a qualunque altro episodio analogo e Carrigan lo vede come un «punto di svolta nella storia della violenza di gruppo nel Texas centrale». Infatti, sebbene il clamore sollevato non impedì altri linciaggi, questi non ricevettero più il sostegno pubblico delle autorità locali. Inoltre, Carrigan lo ritiene «il giorno più infame nella storia del Texas centrale» fino all'assedio di Waco del 1993.
Dopo la fine dei linciaggi nel Texas centrale, gli storici locali dedicarono poca attenzione all'analisi del fenomeno. Tuttavia, nei manuali di storia, Waco acquisì la reputazione di una città razzista, provocando l'irritazione della popolazione bianca. Negli anni successivi al linciaggio di Washington, gli afroamericani la considerarono con disdegno e alcuni videro l'abbattersi di un potente tornado sulla città nel 1953 come una punizione divina. Le autorità locali risposero in maniera non-violenta alle manifestazioni che il movimento per i diritti civili programmò a Waco, forse anche per evitare che la città venisse nuovamente stigmatizzata come razzista.
Il musicista blues Sammy Price, che è vissuto a Waco da bambino, ha registrato una versione di Hesitation Blues che fa riferimento al linciaggio di Washington. L'evento chiave del romanzo Sironia, Texas (1952), l'opera più nota di Madison Cooper, originario di Waco, è un linciaggio basato su quello del 1916 di Jesse Washington.
Negli anni novanta Lawrence Johnson, membro del consiglio cittadino di Waco, propose di erigere un monumento in ricordo del linciaggio dopo aver visto delle fotografie conservate dal National Civil Rights Museum di Memphis. Nel 2002 un secondo consigliere cittadino, Lester Gibson, propose invece di apporre sul palazzo di giustizia una placca commemorativa, che magari recasse delle scuse da parte della città. L'idea di un qualche memoriale fu rivitalizzata anche da un commissario della contea di McLennan e dalla camera di commercio di Waco, trovando l'appoggio del Waco Herald Tribune, ma non si è giunti poi ad alcuna realizzazione. C'è da segnalare inoltre che i discendenti dei coniugi Fryer si sono opposti pubblicamente alla realizzazione di un memoriale.
Durante la cerimonia avvenuta per il centenario dell'evento, il 15 maggio 2016, il sindaco di Waco ha espresso una pubblica condanna per l'episodio in presenza dei discendenti della famiglia di Jesse Washington.